# Ichthyaetus
Ichthyaetus – rodzaj ptaków z podrodziny mew (Larinae) w rodzinie mewowatych (Laridae).

## Zasięg występowania
Rodzaj obejmuje gatunki występujące w Eurazji i Afryce.

## Morfologia
Długość ciała 36–72 cm, rozpiętość skrzydeł 98–170 cm; masa ciała 215–2000 g.

## Systematyka

### Etymologia
- Ichthyaetus: epitet gatunkowy Larus ichthyaetus Pallas, 1773; gr. ιχθυς ikhthus „ryba”; αετος aetos „orzeł”; aluzja do drapieżnych nawyków mewy orlicy[8].
- Polioaetus: gr. πολιος polios „szary, blady”; αετος aetos „orzeł”[9]. Gatunek typowy: Larus ichthyaetus Pallas, 1773.
- Adelarus (Adelolarus): gr. αδεης adeēs „zaspokoić, bogaty”; λαρος laros „mewa”[10]. Gatunek typowy: Larus leucophthalmus Temminck, 1825.
- Gavina: wł. nazwa Gavina dla mewy siwej[11]. Gatunek typowy: Larus audouinii Payraudeau, 1826.

### Podział systematyczny
Do rodzaju należą następujące gatunki:
- Ichthyaetus melanocephalus (Temminck, 1820) – mewa czarnogłowa
- Ichthyaetus audouinii (Payraudeau, 1826) – mewa śródziemnomorska
- Ichthyaetus relictus (Lönnberg, 1931) – mewa reliktowa
- Ichthyaetus leucophthalmus (Temminck, 1825) – mewa białooka
- Ichthyaetus hemprichii (Bruch, 1853) – mewa przydymiona
- Ichthyaetus ichthyaetus (Pallas, 1773) – mewa orlica